# Don McKellar
Don McKellar (Toronto, 17 agosto 1963) è un attore canadese.

## Filmografia

### Cinema
- Roadkill, regia di Bruce McDonald (1989)
- Highway 61, regia di Bruce McDonald (1991)
- Exotica, regia di Atom Egoyan (1994)
- Camilla, regia di Deepa Mehta (1994)
- Arrowhead, regia di Peter Lynch (1994)
- When Night is Falling, regia di Patricia Rozema (1995)
- Last Night, regia di Don McKellar (1998)
- Il violino rosso (Le violon rouge), regia di François Girard (1998)
- Elimination Dance, regia di Don McKellar (1998)
- eXistenZ, regia di David Cronenberg (1999)
- The Event, regia di Thom Fitzgerald (2003)
- Clean, regia di Olivier Assayas (2004)
- Childstar, regia di Don McKellar (2004)
- False verità (Where the Truth Lies), regia di Atom Egoyan (2005)
- Monkey Warfare, regia di Reginald Harkema (2006)
- Blindness - Cecità (Blindness), regia di Fernando Meirelles (2008)
- Green Door, regia di Semi Chellas (2008)
- Scott Pilgrim vs. the World, regia di Edgar Wright (2010)
- The Boy Who Smells Like Fish, regia di Analeine Cal y Mayor (2013)
- Amore e tradimento (Meditation Park), regia di Mina Shum (2017)
- Trappola infernale (Target Number One), regia di Daniel Roby (2020)
- Crimes of the Future, regia di David Cronenberg (2022)
- No Other Choice (어쩔 수가 없다?, Eojjeol suga eopdaLR), regia di Park Chan-wook (2025)

### Televisione
- RoboCop – serie TV, un episodio (1994)
- Once a Thief – serie TV, un episodio (1997)
- Twitch City – serie TV, 13 episodi (1998-2000)
- Degrassi: The Next Generation – serie TV, 2 episodi (2001)
- I commedianti (Slings & Arrows) – serie TV, 18 episodi (2003-2006)
- Sensitive Skin – serie TV, 12 episodi (2014-2016)
- Saving Hope – serie TV, 3 episodi (2017)

## Doppiatori italiani
Nelle versioni in italiano delle opere in cui ha recitato, Don McKellar è stato doppiato da:
- Massimo Lodolo in eXistenZ, Blindness - Cecità
- Gianni Bersanetti in Exotica
- Danilo De Girolamo ne Il violino rosso
- Gianluca Iacono ne I commedianti
- Francesco Bulckaen in Clean
- Francesco Meoni in Childstar
- Vittorio Guerrieri in False verità
- Emilio Mauro Barchiesi in Trappola infernale
- Sergio Lucchetti in Crimes of the Future